# Parafia Najświętszego Serca Pana Jezusa w Port Chester
Parafia Najświętszego Serca Pana Jezusa w Port Chester (ang. Sacred Heart of Jesus Parish) – parafia rzymskokatolicka położona w Port Chester, hrabstwie Westchester, w stanie Nowy Jork, Stany Zjednoczone.
Jest ona wieloetniczną parafią w archidiecezji Nowy Jork, z mszą św. w j. polskim dla polskich imigrantów.
Ustanowiona w 1917 roku i dedykowana Najświętszemu Sercu Pana Jezusa.

## Nabożeństwa w j.polskim
- Niedziela – 11:00